# Ružica Aleksov
Ružica Aleksov es una deportista yugoslava que compitió en tiro adaptado. Ganó cuatro medallas en los Juegos Paralímpicos de Verano entre los años 1988 y 1996.

## Palmarés internacional
| Representando a Yugoslavia                                |                      |                  |                             |
| Juegos Paralímpicos                                       |                      |                  |                             |
| Año                                                       | Lugar                | Medalla          | Prueba                      |
| 1988                                                      | Seúl (Corea del Sur) | Medalla de plata | Pistola de aire de pie LSH2 |
| 1996                                                      | Atlanta (EE. UU.)    | Medalla de oro   | Pistola de aire SH1         |
| 1996                                                      | Atlanta (EE. UU.)    | Medalla de plata | Pistola libre .22 SH1 mixto |
| Representando a Participantes Paralímpicos Independientes |                      |                  |                             |
| Juegos Paralímpicos                                       |                      |                  |                             |
| Año                                                       | Lugar                | Medalla          | Prueba                      |
| 1992                                                      | Barcelona (España)   | Medalla de oro   | Pistola de aire SH1-3 mixto |